# Festival di Aarhus
Il Festival di Aarhus (Aarhus Festuge) è un festival di arte e cultura di 10 giorni nella città di Aarhus, in Danimarca. Si svolge ogni anno dalla fine di agosto ai primi di settembre, nella settimana 35-36. Fin dal suo inizio, nel 1965, il festival è cresciuto fino a diventare uno dei più grandi eventi culturali della Scandinavia e mette in mostra un mix di artisti locali, nazionali e internazionali.

## Descrizione
Il Festival di Aarhus presenta una vasta gamma di eventi culturali, dal teatro alla musica e letteratura, fino alla gastronomia alle arti visive e l'architettura. Il festival ospita numerosi festival minori a sé stanti, come il Festival del cibo o del rock e jazz sperimentale, il festival del Sottomondo e lo UJazz del 2014. Lo sport è anche una parte dei festeggiamenti, sia su piccola scala che come grandi eventi come Marselisløbet, con la tradizionale Marselis Run e la Gara di biciclette di Marselis, dal 1972.
Poiché la città di Aarhus è in gran parte un centro educativo, il Festival di Aarhus si preoccupa di presentare gli eventi a prezzi accessibili ai giovani studenti e si fanno degli sforzi per comprendere anche i bambini della città. L'evento si pubblicizza col nome come "WindMade", nel senso che il festival è alimentato da energia eolica. Il patron del Festival di Aarhus è Sua Maestà la Regina Margrethe II, e il Sindaco di Aarhus è Presidente del Consiglio del Festival. Il festival attira un gran numero di eventi e atti aggiuntivi, organizzati dai singoli operatori in modo indipendente dalla segreteria del Festival di Aarhus. Nel 2014 ciò ha voluto dire più di 7-800 eventi, mentre il Festival di Aarhus comprende ufficialmente 2-300 contratti.
Nel 2014 il Festival di Aarhus si è svolto dal 29 agosto al 7 settembre. È stato il 50º anniversario del Festival, ed è stato contrassegnato con il tema Uguale ma diverso.

## Storia
Il Festival di Aarhus è stato fondato nel 1964, ha debuttato nel settembre 1965 ed da allora è diventato uno dei più grandi festival a tema nel Nord Europa.
Ogni anno un nuovo tema viene scelto per il festival e gli eventi, le mostre e i locali hanno sono programmati di conseguenza. Il tema del Festival di Aarhus 2012 fu "BIG" e il festival ha avuto luogo dal 31 agosto al 9 settembre. Nel 2011 il tema è stato "Errori stupendi", nel 2010 è stato "Il Vicinato" e nel 2009, "Il Futuro è Vicino!" è stato il tema principale del Festival di Aarhus.

## Città vicine
Festival culturali simili si svolgono contemporaneamente in alcune città vicine. Randers Ugen è stato celebrato a Randers dal 1976 e il Festival di Trekantsområdets dal 2014 nelle città di Vejle, Fredericia e Kolding e nei circostanti centri minori, noti collettivamente come la regione del Triangolo.